# Edith Eger
Edith Eva Eger (* 29. September 1927 in Košice) ist eine in der Tschechoslowakei geborene, ungarischstämmige amerikanische Psychologin. Sie ist Kind ungarischer Juden und eine Überlebende des Holocaust. Als Psychologin hat sie sich auf die Therapie posttraumatischer Belastungsstörungen spezialisiert. Edith Eger betreibt eine Praxis in La Jolla, Kalifornien, und hat einen Lehrauftrag an der University of California, San Diego. Ihre Memoiren Ich bin hier, und alles ist jetzt - Warum wir uns jederzeit für die Freiheit entscheiden können (Original: The Choice - Embrace the Possible), erstmalig 2017 veröffentlicht, wurden zu einem Weltbestseller.

## Leben

### Kindheit und Jugend (1927–44)
Edith Egers Geburtsstadt Košice (deutsch: Kaschau) war zur Zeit ihrer Geburt Teil der Tschechoslowakei. Vor Juni 1920 (Vertrag von Trianon) und von November 1938 (Erster Wiener Schiedsspruch) bis zum Kriegsende 1945 gehörte es zu Ungarn.
Edith Eger ist die jüngste der drei Töchter von Lajos und Ilona Elefánt, geboren als Helen Klein. Ihre Eltern waren ungarische Juden. Ihr Vater war Schneider, ihre Mutter arbeitete in einem ungarischen Ministerium. Ihre beiden älteren Schwestern hießen Klara und Magda.
Eger besuchte das Gymnasium und nahm Ballettstunden. Sie wurde Mitglied des ungarischen olympischen Gymnastikteams, bis sie 1942 aufgrund der von der ungarischen Regierung in Kraft gesetzten Anti-Juden-Gesetze ausgeschlossen wurde.
Ihre älteste Schwester Klara war Violinistin und wurde am Budapester Konservatorium angenommen. Sie wurde von einem ihrer Professoren versteckt und konnte so den Holocaust überleben. Später wanderte sie nach Australien aus und war Violinistin beim Sinfonieorchester in Sydney. Sie litt im Alter an der Alzheimer-Krankheit und starb 2007. Ihre zweite Schwester Magda war Klavierspielerin und überlebte mit ihr zusammen die deutschen Konzentrationslager und Todesmärsche.

### Ghetto, Deportation und Gefangenschaft (1944/45)
Im März 1944 wurde Eger zusammen mit ihren Eltern und ihrer Schwester Magda gezwungen, in das Ghetto von Košice zu ziehen. Ab April mussten sie ihre Zeit zusammen mit 12.000 anderen Juden in einer Backsteinfabrik zubringen. Im Mai desselben Jahres wurden sie mit dem Zug ins Konzentrations- und Vernichtungslager Auschwitz deportiert. Während der Selektion durch KZ-Arzt Josef Mengele wurde sie von Mengele gefragt, ob ihre Mutter „ihre Mutter oder ihre Schwester“ sei. Sie antwortete arglos. Also wurden sie und ihre Schwester von ihrer Mutter getrennt, die sofort in einer der Gaskammern getötet wurde. Später erfuhr sie, dass auch ihr Vater vergast worden war. In ihren Memoiren berichtet Eger, dass am selben Abend Mengele in ihre Baracke kam und sie dort für ihn tanzen musste. Als „Dankeschön“ erhielt sie einen Laib Brot, den sie mit anderen Mädchen teilte.
Eger, so erinnert sie sich weiter, wurde in verschiedenen Konzentrationslagern interniert, unter anderem im KZ Mauthausen. Als Mauthausen wegen der heranrückenden amerikanischen Truppen evakuiert wurde, mussten Eger, ihre Schwester und ihre Mitgefangenen auf einen ca. 55 Kilometer langen Todesmarsch in das Außenlager Gunskirchen aufbrechen. Als sie vor Erschöpfung nicht weitergehen konnte, half ihr und ihrer Schwester ein Mädchen, mit dem Eger in Auschwitz das Brot von Josef Mengele geteilt hatte. In Gunskirchen waren die Zustände so verheerend, dass Eger Gras essen musste, um nicht zu verhungern, während andere Häftlinge Kannibalismus praktizierten. Als die US-Army das Lager am 4./5. Mai 1945 befreite, wurde Eger in einem Haufen mit Toten zurückgelassen. Ein Soldat erkannte eine Handbewegung, holte medizinische Hilfe und rettete ihr so das Leben. Sie wog 32 Kilogramm, hatte einen gebrochenen Rücken, Typhus, eine Lungen- und eine Rippenfellentzündung. Seit dieser Zeit leidet Edith Eger nach eigenen Angaben an Skoliose.

### Nach dem Krieg (1945–49)
Edith und Magda Eger erholten sich in einem amerikanischen Lazarett. Sie kehrten nach Košice zurück und fanden dort ihre Schwester Klara, die mittlerweile im Haus der Familie lebte und sich als Musikerin über Wasser hielt. Die Eltern und Großeltern sowie Ediths Verlobter Erik hatten Auschwitz nicht überlebt. Edith Eger heiratete Béla Éger, den sie im Krankenhaus kennengelernt hatte. Er war ebenfalls Jude und hatte sich während des Kriegs Partisanen angeschlossen. Eger wurde schwanger und brachte, obwohl ihr ein Arzt wegen ihrer schlechten Verfassung davon abgeraten hatte, 1947 ihre Tochter Marianne zur Welt.
Košice gehörte mittlerweile wieder zur Tschechoslowakei, in der die Kommunisten auf sowjetischen Druck nach und nach die Macht übernahmen. Das Ehepaar Éger war zunehmend Repressionen ausgesetzt und plante seine Auswanderung. Während Béla nach Palästina auswandern wollte und bereits nahezu den gesamten Besitz der Familie in einem Container dorthin verschifft hatte, setzte sich Edith mit ihrem Wunsch durch, nach Amerika auszuwandern. Durch einen glücklichen Umstand erhielt das Ehepaar Éger eine Einreisegenehmigung in die USA. Eger befreite ihren mittlerweile inhaftierten Mann aus dem Gefängnis. Gemeinsam mit ihrer Tochter, ihrer Schwester und deren Mann flohen sie im Mai 1949 in das unter amerikanischer Kontrolle stehende Wien und konnten bald in die USA ausreisen. Dort litt sie unter dem Trauma, das sie erlitten hatte („Überlebensschuld-Syndrom“) und wollte für viele Jahre nicht über den Krieg und ihre Erlebnisse in den deutschen Konzentrationslagern sprechen.

### Ausbildung und Berufstätigkeit (ab 1949)
In den USA absolvierte sie u. a. eine Ausbildung zur Logotherapeutin nach Viktor E. Frankl, den sie als ihren Freund und Mentor bezeichnet. 1969 machte sie ihren Abschluss als Psychologin an der Universität Texas in El Paso und erwarb einen Doktorgrad (PhD) am William Beaumont Army Medical Center at Fort Bliss in Texas. Sie arbeitet in La Jolla, Kalifornien als Psychologin mit traumatisierten Menschen, unterrichtet an der University of California, San Diego und hält auf der ganzen Welt Vorträge.

### Familie
Nachdem sie in den USA Fuß gefasst hatten, bekamen die Égers zwei weitere Kinder, Audrey und John. Ihre älteste Tochter Marianne ist mit dem Träger des Alfred-Nobel-Gedächtnispreis für Wirtschaftswissenschaften Robert Engle verheiratet. Béla Éger starb 1993.

## Wirken
Erst 1990, im Alter von über 60 Jahren, kehrte Eger nach Auschwitz zurück, um sich ihren unterdrückten Gefühlen zu stellen. Auf Drängen von Philip Zimbardo schrieb sie ihre Erfahrungen und Gedanken nieder und veröffentlichte sie 2017 unter dem Namen The Choice. Das Buch wurde ein Bestseller der New York Times und Sunday Times.
Als Psychologin hat sich Eger auf die Behandlung traumatischer Störungen spezialisiert und hilft so ihren Patienten, sich von ihren eigenen, negativen Gedanken zu befreien und schließlich ein freies Leben zu führen.
In ihrem zweiten Buch, The Gift (2020), ermutigt sie ihre Leser, die Gedanken zu ändern, die wie ein inneres Gefängnis wirken und die (selbst-)zerstörerischen Verhaltensweisen abzulegen, die daran hindern, wirklich zu leben. Das Wichtigste sei nicht, was uns im Leben zustoße, sondern was wir aus unserem Leben machen würden.
Über Edith Eger wurde unter anderem auf CNN berichtet. Sie war Gast der Oprah Winfrey Show.

## Schriften
- The Choice - Embrace the Possible. Scribner, 2017, ISBN 978-1-5011-3078-6. Zusammen mit Esmé Schwall Weigand.
  - Deutsch (Hardcover): Ich bin hier, und alles ist jetzt: Warum wir uns jederzeit für die Freiheit entscheiden können. Aus dem Englischen von Lieselotte Prugger. btb Verlag, München 2018, ISBN 978-3-442-75696-4.
  - Deutsch (Taschenbuch): In der Hölle tanzen: Wie ich Auschwitz überlebte und meine Freiheit fand. btb Verlag, München 2019, ISBN 978-3-442-71906-8.
- The Gift - 12 Lessons to Save Your Life. Ebury Publishing, 2020, ISBN 978-1-84604-627-8. Zusammen mit Esmé Schwall Weigand.
  - Deutsch (Hardcover): Das Geschenk: 12 Schlüssel aus dem inneren Gefängnis. Aus dem Englischen von Lieselotte Prugger. btb Verlag, München 2021, ISBN 978-3-442-75915-6.
  - Deutsch (Taschenbuch): Das Geschenk: 14 Lektionen für ein besseres Leben. Aus dem Englischen von Lieselotte Prugger. btb Verlag, München 2023, ISBN 978-3-442-77030-4.